# Sushmita Sen
Sushmita Sen, född 19 november 1975 i Hyderabad., är en indisk skådespelare. Hon blev, som första indier, Miss Universum 1994.

## Filmmeriter
- 1997
  - Zor Aarti
  - Ratchagan Soniya
- 1999
  - Sirf Tum Neha
  - Hindustan Ki Kasam Priya
  - Biwi No.1 Rupali Winner, Filmfare Best Supporting Actress Award
- 2000
  - Aaghaaz Sudha
  - Fiza Guest Appearance (sång)
- 2001
  - Kyo...Kii Mein Jhuth Nahin Bolta Sonam
  - Nayak: The Real Hero Special Appearance (sång)
  - Mudhalvan Special Appearance (sång)
  - Bas Itna Sa Khwaab Hai Lara Oberoi
- 2002
  - Aankhen Neha Srivastav
  - Tumko Na Bhool Paayenge Mehak
  - Filhaal... Sia Sheth Nomination, Filmfare Best Supporting Actress Award
- 2003
  - Samay: When Time Strikes ACP Malvika Chauhan
  - Pran Jaaye Par Shaan Na Jaaye Herself Special Appearance
  - Leela Gauri
- 2004
  - Vaastu Shastra Jhilmil Rao
  - Main Hoon Na Chandni
  - Paisa Vasool Baby
- 2005
  - Chingaari Basanti/Titli
  - Maine Pyaar Kyun Kiya? Naina
  - Main Aisa Hi Hoon Neeti Khanna
  - Bewafaa Aarti
  - Kisna Naima Begum Special Appearance (sång)
  - It Was Raining That Night
- 2006
  - Karma, Confessions and Holi Meera Filming
  - Zindaggi Rocks Kriya
  - Alag Special appearance (sång)
- 2007
  - Ram Gopal Varma Ki Aag Durga
  - Dulha Mil Gaya